# Beypazarı
Beypazarı là một huyện thuộc tỉnh Ankara, Thổ Nhĩ Kỳ. Huyện có diện tích 1814 km² và dân số thời điểm năm 2007 là 46884 người, mật độ 26 người/km².